# پرتگاه (فیلم ۱۹۷۳)
پرتگاه (ارمنی: Ժայռը) یک فیلم است محصول سال ۱۹۷۳, به کارگردانی وارطان آجمیان با اقتباس از اثری به همین نام نوشته وارتانس پاپازیان

## بازیگران
- گورگن جانیبکیان در نقش گریگور آقا
- هوهانس آواگیان در نقش ساهاک آقا''
- مایرانوش پارونیکیان در نقش هورومسیم''
- ژنیا آوتیسیان مارگاریت
- موراد کوستانیان در نقش ماتوی یگوریچ
- ورجالویس میریجانیان در نقش ساتنیک
- آلا تومانیان در نقش ترزا
- واقیناک مارگونی در نقش باغداسار آمی
- گئورگ آصلانیان در نقش زاکار
- واچه باگراتونی در نقش مارگار
- هاروتیون فودولیان در نقش آرشاک
- ورژ هاکوبیان در نقش سروب
- سوس سارگسیان در نقش هایراپت
- تاتول دیلاکیان در نقش '